# Vaccinul ROR și autismul
Afirmațiile privind legătura dintre vaccinul ROR (rujeolă, oreion, rubeolă) și autism au fost investigate pe larg și s-au dovedit a fi false. Această legătură a fost sugerată pentru prima dată la începutul anilor 1990 și a intrat în atenția publicului în mare parte ca urmare a unui studiu fraudulent publicat în 1998 în revista The Lancet, legat de autism și vaccinul ROR, descris de mulți ca „poate cea mai dăunătoare farsă medicală din ultimii 100 de ani”. Lucrarea de cercetare frauduloasă, scrisă de fostul medic discreditat Andrew Wakefield, a afirmat în mod fals că vaccinul era legat de colită și tulburări din spectrul autismului. Această lucrare a fost retrasă complet în 2010, dar este încă citată de activiștii antivaccin.
Afirmațiile din articolul lui Wakefield au fost larg mediatizate, ceea ce a dus la o scădere bruscă a ratelor de vaccinare în Regatul Unit și Irlanda. Promovarea acestei legături, care continuă să fie prezentă în propaganda antivaccinare, în ciuda faptului că a fost respinsă, a dus la o creștere a incidenței rujeolei și oreionului, care au cauzat decese și leziuni permanente grave. În urma afirmațiilor inițiale din 1998, au fost întreprinse mai multe studii epidemiologice de amploare. Analizele dovezilor, realizate de Centrele pentru Prevenirea și Controlul Bolilor, Academia Americană de Pediatrie, Institutul de Medicină al Academiei Naționale de Științe din SUA, Serviciul Național Medical din Regatul Unit, și Cochrane Library, nu au găsit nicio legătură între vaccinul ROR și autism. Medicii, revistele medicale și editorii au descris acțiunile lui Wakefield drept frauduloase și le-au legat de epidemii și decese.
O investigație a jurnalistului Brian Deer a constatat că Wakefield a avut multiple conflicte de interese nedeclarate, a manipulat dovezi și a încălcat alte coduri etice. Lucrarea din The Lancet a fost retrasă parțial în 2004 și complet în 2010, când redactorul-șef al The Lancet, Richard Horton, a descris-o ca fiind „complet falsă” și a declarat că revista a fost înșelată. Wakefield a fost găsit vinovat de către Consiliul Medical General de abatere profesională gravă în mai 2010 și a fost radiat din Registrul medical, ceea ce înseamnă că nu mai poate profesa ca medic în Regatul Unit. În ianuarie 2011, Deer a publicat o serie de rapoarte în British Medical Journal, care, într-un editorial semnat de jurnalist, a afirmat: „A fost nevoie de scepticismul diligent al unui singur om, aflat în afara medicinei și a științei, pentru a arăta că lucrarea a fost, de fapt, o fraudă elaborată.” Consensul științific este că nu există nicio legătură între vaccinul ROR și autism și că beneficiile vaccinului depășesc cu mult potențialele sale riscuri.

## Context

### Campanie de revaccinare
În urma epidemiilor de rujeolă care au avut loc în Anglia în 1992 și pe baza analizelor datelor seroepidemiologice, combinate cu modelarea matematică, autoritățile sanitare britanice au prezis o recrudescență majoră a rujeolei la copiii de vârstă școlară. Au fost examinate două strategii: fie să se direcționeze vaccinarea către toți copiii fără antecedente anterioare de vaccinare împotriva rujeolei, fie să se imunizeze toți copiii, indiferent de istoricul vaccinării. În noiembrie 1994, s-a ales ultima opțiune și a fost demarată o campanie națională de vaccinare împotriva rujeolei și rubeolei, descrisă drept „una dintre cele mai ambițioase inițiative de vaccinare întreprinse de Regatul Unit”. În decurs de o lună, 92% dintre cei 7,1 milioane de elevi din Anglia cu vârste cuprinse între 5 și 16 ani au primit vaccin împotriva rujeolei și rubeolei (MR).

### Începe litigiul ROR
În aprilie 1994, Richard Barr, un avocat, a reușit să obțină asistență juridică pentru a urmări un proces colectiv împotriva producătorilor de vaccinuri ROR, în temeiul Legii din 1987 privind protecția consumatorilor din Regatul Unit. Procesul colectiv viza Aventis Pasteur, SmithKline Beecham și Merck, producătorii vaccinurilor Immravax, Pluserix-MMR și MMR II. Acest proces, bazat pe afirmația că MMR/ROR este un produs defect și nu ar fi trebuit utilizat, a fost primul mare proces colectiv finanțat de Legal Aid Board (care a devenit ulterior Legal Services Commission, iar apoi Legal Aid Agency) după înființarea sa în 1988. Observând două publicații ale lui Andrew Wakefield, care explorau rolul virusului rujeolei în boala Crohn și boala inflamatorie intestinală, Barr l-a contactat pe Wakefield pentru expertiza sa. Potrivit susținătorilor lui Wakefield, cei doi bărbați s-au întâlnit pentru prima dată la 6 ianuarie 1996. Comisia pentru Servicii Juridice a oprit procedurile în septembrie 2003, invocând o probabilitate ridicată de eșec pe baza dovezilor medicale, punând astfel capăt primului caz de finanțare a cercetării de către LSC.

## ArticolulThe Lancetdin 1998
Lucrarea lui Andrew Wakefield, intitulată „Ileal-lymphoid-nodular hyperplasia, non-specific colitis, and pervasive developmental disorder in children”, a fost publicată în The Lancet pe 28 februarie 1998. O anchetă realizată de jurnalistul Brian Deer a constatat că Wakefield a avut multiple conflicte de interese nedeclarate și a manipulat dovezi, încălcând coduri etice fundamentale.Pe baza constatărilor lui Deer, Peter N. Steinmetz a rezumat șase fabulații și falsificări în lucrarea lui Wakefield, incluzând erori în constatarea colitei nespecifice, descrierea simptomelor comportamentale, constatările despre autismul regresiv, declarațiile de consimțământ etic, declarațiile de conflict de interese și metodele de trimitere a pacienților.
Lucrarea din The Lancet a fost retrasă parțial în 2004 și complet în 2010, când Richard Horton, redactorul-șef al revistei, a declarat că aceasta a fost „complet falsă” și că revista a fost înșelată. În mai 2010, Wakefield a fost găsit vinovat de către Consiliul General Medical (General Medical Council) de abatere profesională gravă și a fost radiat din Registrul medical, neputând astfel profesa ca medic în Regatul Unit. În 2011, Brian Deer a furnizat informații suplimentare către British Medical Journal, care a descris lucrarea lui Wakefield drept frauduloasă.
Consensul științific actual este că nu există nicio legătură între vaccinul ROR și autism, iar beneficiile vaccinului depășesc cu mult riscurile asociate acestuia. Cu toate acestea, până când oamenii de știință au demonstrat falsitatea narațiunii legate de această asociere, aceasta devenise parte integrantă a înțelegerii comune despre autism. Narațiunea a fost ușor de înțeles și părea să se alinieze cu dovezile anecdotice ale părinților care au observat diagnosticarea autismului la copiii lor după vaccinare.
Până la retractarea lucrării, toți autorii, cu excepția lui Wakefield, au solicitat eliminarea numelui lor din publicație.
Fiona Godlee, editor al The BMJ, a declarat în ianuarie 2011:
„Lucrarea originală a primit atât de multă atenție din partea mass-mediei, cu un potențial atât de mare de a afecta sănătatea publică, încât este greu de găsit o paralelă în istoria științei medicale.”

## Critica mass-mediei
Criticile au fost aduse și implicării mass-mediei în controversă, fenomen cunoscut sub numele de „știință prin conferință de presă”. Aceasta sugerează că mass-media a conferit studiului lui Wakefield mai multă credibilitate decât merita. O lucrare publicată în martie 2007 în BMC Public Health de Shona Hilton, Mark Petticrew și Kate Hunt a arătat că rapoartele mass-media au creat o impresie înșelătoare, sugerând că dovezile pentru legătura dintre vaccinuri și autism erau la fel de substanțiale ca și cele împotrivă.
Într-un editorial din 2007, Australian Doctor a subliniat că unii jurnaliști au continuat să apere studiul lui Wakefield, chiar și după ce The Lancet a publicat retractarea semnată de 10 dintre cei 12 autori ai studiului. Totuși, jurnalistul de investigație Brian Deer a jucat un rol esențial în expunerea slăbiciunilor studiului.
Opoziția față de vaccinare
Un articol din New England Journal of Medicine, a subliniat că opoziția față de vaccinuri există din secolul al XIX-lea, dar astăzi, antivacciniștii folosesc televiziunea și internetul pentru a influența opinia publică, adesea discreditând dovezile științifice. Editorialul caracterizează activiștii antivaccinare ca având o neîncredere profundă în guverne și în industria farmaceutică, precum și un comportament bazat pe gândire conspiraționistă și utilizarea deliberată a neadevărurilor și intimidării.

### Epidemiologia populară a autismului
Epidemiologia populară se referă la credințele generale despre originea autismului, adesea influențate de dezinformare și zvonuri. Aceste convingeri persistă chiar și atunci când sunt contrazise de dovezi științifice, iar oamenii caută și cred informații care susțin opiniile lor preexistente. Un raport din iunie 2024 de la Ars Technica a discutat cercetările recente privind credințele populare despre vaccinuri și autism în SUA, arătând o lipsă de conștientizare cu privire la poziția clară a CDC privind absența unei legături între vaccinuri și autism. Sondajele recente sugerează că 24% dintre adulți contestă afirmația CDC că vaccinurile nu cauzează autism.

## Litigii
În anii 1980 și 1990, au fost intentate mai multe procese împotriva producătorilor de vaccinuri, susținându-se că acestea ar fi provocat tulburări fizice și mentale la copii. Deși aceste procese nu au avut succes, ele au dus la o creștere semnificativă a costurilor vaccinului ROR (rujeolă, oreion, rubeolă), iar companiile farmaceutice au căutat protecție legislativă. În 1993, Merck KGaA a devenit singura companie dispusă să vândă vaccinuri ROR în Statele Unite și în Regatul Unit, ceea ce a dus la o reducere a disponibilității vaccinurilor.

### Italia
În iunie 2012, o instanță locală din Rimini, Italia, a decis că vaccinul ROR a cauzat autism la un băiat de 15 luni. Decizia instanței s-a bazat în mare parte pe lucrarea discreditată publicată în The Lancet, ignorând dovezile științifice prezentate de specialiști. Această hotărâre a fost atacată cu apel, iar la 13 februarie 2015, Curtea de Apel din Bologna a anulat decizia inițială, subliniind nevaliditatea argumentelor folosite.

### Japonia
Sperietura legată de vaccinul ROR a dus la o scădere drastică a ratei de vaccinare împotriva oreionului (sub 30%), provocând epidemii în Japonia. Până în 2002, au fost înregistrate decese cauzate de rujeolă în Japonia, în timp ce în Regatul Unit nu au fost raportate astfel de cazuri. Decesele suplimentare au fost atribuite administrării vaccinului la o vârstă mai înaintată în Japonia. În 1994, guvernul japonez a renunțat la cerința de vaccinare împotriva rujeolei și rubeolei din cauza scandalului legat de vaccinul ROR.:2 Centrele pentru Prevenirea și Controlul Bolilor (CDC) din SUA au numit Japonia un „exportator de rujeolă”. Ca urmare a acestei crize, în 2003, 7 milioane de elevi nu fuseseră vaccinați împotriva rubeolei.
Ratele de autism au continuat să crească în Japonia după întreruperea vaccinului ROR, ceea ce contrazice ideea unui efect pe scară largă al vaccinării și sugerează că retragerea vaccinului ROR în alte țări nu ar duce la o scădere a cazurilor de autism. Guvernul japonez nu recunoaște nicio legătură între vaccinul ROR și autism. Până în 2003, autoritățile încercau să dezvolte un vaccin combinat care să înlocuiască ROR. A fost descoperit că unele vaccinuri au fost administrate după data de expirare, iar vaccinarea obligatorie cu ROR a fost retrasă după moartea a trei copii și peste 2.000 de rapoarte de efecte adverse. Până în 1993, guvernul japonez a plătit despăgubiri în valoare de 160.000 de dolari familiilor celor trei copii decedați. Alți părinți nu au primit despăgubiri deoarece nu s-a dovedit că vaccinul a fost cauza deceselor; aceștia au dat în judecată producătorul în locul guvernului. Tribunalul Districtual din Osaka a decis că decesul a doi copii și alte afecțiuni grave au fost cauzate de tulpina japoneză a vaccinului ROR Urabe. În 2006, Înalta Curte din Osaka a hotărât că statul era responsabil pentru că nu a supravegheat în mod adecvat un producător de vaccin care a provocat efecte secundare severe la copii.

### Regatul Unit
Litigiul legat de vaccinul ROR a dobândit statutul de litigiu colectiv înainte de promulgarea regulilor de procedură civilă, printr-o instrucțiune a Lordului Chief Justice din 8 iulie 1999. La 8 iunie 2007, judecătorul de la Înalta Curte, Justice Keith, a pus capăt litigiului colectiv din cauza retragerii asistenței juridice de către Comisia pentru Servicii Juridice, ceea ce a făcut imposibilă continuarea procesului pentru majoritatea reclamanților. Judecătorul a hotărât că toate pretențiile împotriva companiilor farmaceutice, cu excepția a două, trebuie să fie abandonate. El a subliniat că hotărârea sa nu echivala cu o respingere a niciuneia dintre pretențiile conform cărora ROR ar fi afectat grav copiii în cauză.
Un grup de presiune, JABS (Justice, Awareness and Basic Support), a fost înființat pentru a reprezenta familiile cu copii care, conform părinților, au fost „afectați de vaccin”. Aproximativ 15 milioane de lire sterline din fonduri publice pentru asistență juridică au fost cheltuite pentru acest litigiu, dintre care 9,7 milioane de lire sterline au fost alocate avocaților și barourilor, iar 4,3 milioane de lire sterline martorilor experți.

### Statele Unite ale Americii
Procedura omnibus privind autismul (OAP) este un proces coordonat în fața Office of Special Masters din cadrul Curții Federale pentru Pretenții (U.S. Court of Federal Claims), cunoscut și sub denumirea de „tribunalul vaccinurilor”. Această procedură a fost creată pentru a facilita soluționarea a aproape 5.000 de petiții legate de vaccinuri, în care se susținea că vaccinurile administrate copiilor au provocat autism. Petiționarii au argumentat că vaccinul ROR (rujeolă, oreion, rubeolă) ar putea cauza autism, posibil în combinație cu alte vaccinuri ce conțin tiomersal. În 2007, au fost prezentate trei cazuri de testare pentru a examina aceste afirmații, însă toate au fost respinse. Tribunalul pentru vaccinuri a concluzionat că dovezile prezentate nu susțineau afirmațiile conform cărora vaccinurile au cauzat autism în acele cazuri sau în general.
În anumite cazuri, avocații reclamanților au ales să renunțe la Procedura Omnibus privind autismul, care se concentra exclusiv pe autism și tulburările intestinale, și au continuat să își susțină cazurile în cadrul tribunalului obișnuit pentru vaccinuri.
La 30 iulie 2007, familia lui Bailey Banks, un copil cu întârziere omniprezentă de dezvoltare, a câștigat un proces împotriva Departamentului pentru Sănătate și Servicii Umane. În acest caz, definit ca „întârziere de dezvoltare non-autistă”, Special Master Richard B. Abell a decis că familia Banks a demonstrat cu succes că vaccinul ROR a cauzat encefalomielită acută diseminată (ADEM), o inflamație a creierului. Această decizie a fost susținută de două cazuri anterioare din 1994 și 2001, care au concluzionat că ADEM poate fi cauzată atât de infecții naturale cu rujeolă, oreion și rubeolă, cât și de vaccinurile împotriva acestor boli.
În alte cazuri, reclamanții nu au susținut că vaccinurile au provocat autism, ci au cerut despăgubiri pentru afecțiuni precum encefalopatie, encefalită sau tulburări convulsive.

## Cercetare
Numărul cazurilor raportate de autism a crescut dramatic în anii 1990 și la începutul anilor 2000. Această creștere se datorează în principal schimbărilor în practicile de diagnosticare, iar nu se cunoaște în ce măsură creșterea reflectă o schimbare reală în prevalența autismului. Nu a fost demonstrată nicio legătură cauzală între vaccinul ROR și autism.
În 2004, o metaanaliză finanțată de Uniunea Europeană a analizat peste 120 de studii, concluzionând că, deși vaccinul ROR poate avea atât efecte pozitive, cât și negative, o legătură între ROR și autism este „puțin probabilă”. Tot în 2004, o altă analiză a concluzionat că dovezile sunt „convingătoare” în sensul că vaccinul ROR nu cauzează autism sau subtipuri specifice de tulburări din spectrul autist. O analiză din 2006 a literaturii existente a concluzionat că „majoritatea dovezilor nu sugerează nicio relație cauzală între vaccinul ROR și autism”.
Un studiu de caz din 2007 a folosit figura din scrisoarea din 1999 a lui Wakefield către The Lancet, care susținea o asociere temporală între vaccinarea ROR și autism, pentru a demonstra modul în care un grafic poate denatura datele.
Într-o revizuire a lucrărilor efectuate în 2004 pentru procedurile judiciare din Regatul Unit, dar care nu au fost dezvăluite până în 2007, s-a constatat că analiza reacției de polimerizare în lanț (PCR) esențială pentru concluziile lui Wakefield a fost eronată din cauza contaminării și nu a reușit să identifice corect virusul rujeolic.
O revizuire din 2009 a studiilor privind legătura dintre vaccinuri și autism a discutat controversa vaccinului ROR controversa vaccinului ROR ca una dintre cele trei ipoteze majore pe care studiile epidemiologice și biologice nu le-au susținut.
În 2012, Cochrane Library a publicat o revizuire a zeci de studii științifice, care au inclus aproximativ 14.700.000 de copii, și nu a găsit nicio dovadă credibilă care să implice vaccinul ROR în autism sau boala Crohn. Revizuirea a fost actualizată în 2020 și din nou în 2021, cu concluzia că „a existat o îmbunătățire a calității proiectării și raportării rezultatelor privind siguranța ROR în ultimii ani”. O metaanaliză din iunie 2014, care a inclus mai mult de 1,25 milioane de copii, a concluzionat că „vaccinările nu sunt asociate cu dezvoltarea autismului sau a tulburărilor din spectrul autist”. În iulie 2014, o recenzie sistematică a confirmat „dovezi puternice că vaccinul ROR nu este asociat cu autismul”. Un studiu amplu realizat în 2019 de Statens Serum Institut, care a urmărit peste 650.000 de copii timp de 10 ani, nu a găsit nicio legătură între vaccinul ROR și autism, chiar și în rândul copiilor cu frați autiști.

## Epidemii de boli
După declanșarea controversei legate de vaccinul ROR, ratele de vaccinare au scăzut semnificativ în Regatul Unit. În 1996, acoperirea vaccinală pentru ROR era de 92%, însă până în 2002 aceasta a scăzut la 84%. În anumite părți ale Londrei, rata de vaccinare a ajuns la 61% în 2003, mult sub pragul necesar pentru a preveni o epidemie de rujeolă, acoperirea ROR în Marea Britanie la vârsta de 24 de luni era de 85%, comparativ cu aproximativ 94% pentru alte vaccinuri.
Ca urmare a scăderii ratelor de vaccinare, incidența bolilor prevenibile prin vaccin a crescut semnificativ. În 1998, în Regatul Unit au fost raportate doar 56 de cazuri confirmate de rujeolă, dar până în 2006, au existat 449 de cazuri doar în primele cinci luni ale anului, inclusiv primul deces din 1992. Majoritatea cazurilor au implicat copii nevaccinați adecvat. Cazurile de oreion au început să crească începând cu 1999, iar în 2005 s-a înregistrat o epidemie de oreion în Marea Britanie, cu aproape 5.000 de cazuri doar în prima lună. Grupul cel mai afectat includea persoane care nu au primit vaccinul ROR din cauza controversei, dar nici nu au dobândit imunitate naturală . Până în 2006, ratele de incidență pentru rujeolă și oreion erau de 13 și respectiv 37 de ori mai mari decât cele din 1998 . În Londra, doi copii care au primit un transplant de rinichi au suferit complicații grave și permanente din cauza encefalitei provocate de rujeolă.
Epidemii similare au fost raportate și în țările învecinate. În 2000, Irlanda a înregistrat trei decese și 1.500 de cazuri de rujeolă din cauza scăderii ratelor de vaccinare.
În 2008, pentru prima dată în 14 ani, rujeola a fost declarată endemică în Regatul Unit, ceea ce înseamnă că boala a început să se răspândească în mod susținut în populație. Acest lucru a fost atribuit scăderii ratelor de vaccinare în deceniul anterior, creând o populație de copii vulnerabili. Ratele de vaccinare au rămas la un nivel insuficient pentru a preveni epidemii semnificative. În mai 2008, un tânăr de 17 ani din Marea Britanie, cu o imunodeficiență preexistentă, a murit de rujeolă . În același an, Europa a fost afectată de o epidemie de rujeolă, cu focare majore în Austria, Italia și Elveția.
După ce BMJ a dezvăluit frauda lui Wakefield în ianuarie 2011, Paul Offit, pediatru și critic critic al mișcării antivaccin, a afirmat că „această lucrare a ucis copii”. Michael Smith, expert în boli infecțioase, a adăugat că studiul lui Wakefield a avut „repercusiuni clare” asupra ratelor de imunizare. În 2014, Laurie Garrett de la Consiliul pentru Relații Externe a acuzat răspândirea mesajului lui Wakefield pentru creșterea numărului de copii nevaccinați în țări precum Australia și Noua Zeelandă.

### Impactul asupra societății
Un raport al New England Journal of Medicine a subliniat impactul negativ al mișcării antivaccin asupra sănătății publice și economiei, menționând costurile asociate cu reapariția bolilor prevenibile, retragerea producătorilor de vaccinuri de pe piață și pierderile de productivitate.
Costurile pentru societate ale scăderii ratelor de vaccinare sunt semnificative. Epidemii de rujeolă și oreion în diverse țări au generat costuri ridicate. De exemplu, o epidemie de rujeolă din Italia (2002-2003) a avut un cost estimat între 17,6 și 22,0 milioane de euro . O epidemie de oreion din Chicago (2006) a costat 262.788 de dolari.
În Statele Unite ale Americii, vedeta Jenny McCarthy a susținut public că vaccinurile ar fi cauzat tulburările fiului ei și a devenit o voce proeminentă în mișcarea antivaccin, deși experții au sugerat că fiul ei ar putea suferi de sindromul Landau-Kleffner, nu de autism. După ce studiul lui Wakefield a fost discreditat, McCarthy a continuat să îl apere. Un articol din Salon.com a descris-o pe McCarthy ca o amenințare pentru sănătatea publică din cauza promovării sale a mesajelor antivaccin.
Bill Gates a condamnat ferm mișcarea antivaccin, afirmând că:
„Oamenii care se implică în aceste eforturi antivaccin, ei ucid copii.”
Gates a criticat datele frauduloase utilizate de Wakefield, subliniind că numeroase studii nu au găsit nicio legătură între vaccinuri și autism.
În 2017-2018, proporția copiilor din Anglia care au primit vaccinul ROR până la vârsta de doi ani a scăzut la 91,2%. Epidemii majore de rujeolă în SUA, în 2019, au sporit temerile că părinții care refuză să își vaccineze copiii contribuie la reapariția bolilor infecțioase în școli și universități.